# ترویج تغذیه با شیر مادر

سمبل بین‌المللی تغذیه با شیر مادر

ترویج شیر مادر به فعالیت‌ها و سیاست‌های هماهنگ برای ارتقاء سلامت در بین زنان، تازه مولدها و نوزادان از طریق شیردهی اشاره دارد.
سازمان بهداشت جهانی (WHO) توصیه می‌کند که برای دستیابی به سلامتی و پیشرفت مطلوب، نوزادان باید به‌طور انحصاری در شش ماه اول از شیر مادر تغذیه شوند، به دنبال آن غذاهای مکمل در ضمن ادامه شیردهی تا دو سال و حتی بعد از آن. با این حال، در حال حاضر کمتر از ۴۰ درصد از نوزادان زیر شش ماه در سراسر جهان منحصراً با شیر مادر تغذیه می‌شوند.
هدف از برنامه‌های آگاهی بخشِ بهداشت عمومی مانند هفته جهانی تغذیه با شیر مادر، و همچنین آموزش متخصصان بهداشت و برنامه‌ریزی، افزایش این آمارهاست.

## تکنیک‌های ترویج
تکنیک‌های پشتیبانی مؤثر برای شیردهی شامل حمایتی است که توسط افراد آموزش دیده در دوران بارداری و بعد از آن انجام می‌پذیرد، همچنین پیگیری وضعیت مادران در ویزیت‌های منظم برنامه‌ریزی شده و پشتیبانی در غالب گروه‌های خاص. پشتیبانی توسط مشاوران حرفه‌ای یا هم سن و سالان یا ترکیبی از هردو مؤثر است. حمایت چهره به چهره برای زنانی که منحصراً از شیر مادر تغذیه می‌کنند، بسیار موفق خواهد بود.

### مراقبت‌های قبل از تولد
بحث در مورد تغذیه با شیر مادر در دوران مراقبت‌های اولیه قبل از زایمان می‌تواند تأثیر مثبتی بر تمایل خانم‌ها در شیردهی به فرزند خود داشته باشد. در طی معاینات منظم، پزشک زن، ماما یا سایر ارائه دهندگان خدمات بهداشتی می‌توانند مکالمه‌ای را در مورد فواید شیردهی آغاز کنند، که می‌تواند بر زن تأثیر بگذارد تا فرزند خود را به مدت طولانی‌تر از شیر مادر تغذیه کند، علاوه بر این، مشارکت مشاوران شیردهی در ویزیت‌های قبل از زایمان زنان قشر کم درآمد، تمایل به شیردهی را افزایش می‌دهد.

### پشتیبانی و مشاوره همسالان
پشتیبانی همسالان قبل، حین و بعد از بارداری برای تشویق به شیردهی، به ویژه در گروه‌هایی از مادران که درصد پایینی از تمایل به شیردهی دارند سودمند است. مشاوران همسن وسالِ تغذیه با شیر مادر، بانوانی هستند که خودشان به فرزندانشان شیر داده‌اند و می‌توانند اطلاعات، حمایت و آسیب‌شناسی به مادران ارائه دهند؛ این مشاوران تأثیر مثبتی در میزان شیردهی در جمعیت هندی آمریکایی داشته‌اند. مشاوره همسالان همچنین در افزایش میزان (صرفاً) شروع شیردهی و میزان شیردهی تا سه ماه پس از تولد در جمعیت‌های اسپانیایی در ایالات متحده مؤثر بوده‌است. علاوه بر این، مشاوره همسالان نه‌تنها در ترغیب به شیردهی صرف، بلکه در افزایش میزان شیردهی به مراه فرمول یا هر نوع شیردهی نقش مؤثر دارد.

### مشاوران شیردهی
مشاوران شیردهی متخصصان مراقبت‌های بهداشتی هستند که هدف اصلی آن‌ها ترویج شیردهی و کمک به مادران در امر شیردهی به صورت فردی یا گروهی است. آن‌ها در انواع مختلف مراقبت‌های بهداشتی، از جمله بیمارستان‌ها، مطب پزشکان خصوصی و کلینیک‌های بهداشت عمومی مشغول به کار هستند. مشاوران شیردهی توسط هیئت بین‌المللی محققان مشاوره شیردهی تأیید می‌شوند. اکثر مشاوران شیردهی دارای مجوز در حرفه دیگری از خدمات بهداشتی و درمانی، غالباً به عنوان یک پرستار، ماما، متخصص تغذیه یا پزشک هستند. با این وجود، هیچ آموزش خاصی پس از دوره متوسطه برای تبدیل شدن به یک مشاور شیردهی لازم نیست.
در قشر کم درآمد، مداخلات مشاوران تغذیه با شیر مادر می‌توانند در تقویت شیردهی در بین جمعیت پرخطر مؤثر باشند. در یک مطالعه، در حالی که میزان شیردهی انحصاری با شیر مادر در دو گروه کنترل و مداخله کم بود، زنان کم درآمد سیاه‌پوست و لاتین که از مشاوره شیردهی قبل از تولد و پس از زایمان برخوردار بودند، بیشتر از ۲۰ هفته کودکشان را با شیر مادر تغذیه می‌کردند تا گروهی که از این حمایت برخوردار نبودند. به‌طور کلی، مشاوران شیردهی بازخورد مثبت بیشتری از تغذیه با شیر مادر، نسبت به پزشکان یا پرستاران دیگر از سمت مادران می‌گیرند. میزان توصیه‌های مثبتی که یک تازه مادر دربارهٔ تغذیه با شیر مادر از یک ارائه دهنده مراقبت‌های بهداشتی دریافت می‌کند می‌تواند بر تمایل او برای ادامه شیردهی در مدت طولانی‌تر تأثیر بگذارد.

## عوامل فرهنگی و اجتماعی

### قومیت‌ها و ارتقاء شیردهی
شروع و مدت زمان تغذیه با شیر مادر در نژادها و قومیت‌های مختلف، تفاوت چشمگیری دارد. بررسی ملی ایمن‌سازی در ایالات متحده نشان داد در حالیکه ۷۳٫۴٪ از کل زنان در ایالات متحده از بدو تولد فرزندشان شروع به شیردهی می‌کنند، تنها ۵۴٫۴٪ از زنان سیاه‌پوست، زنان غیر اسپانیایی و ۶۹٫۸٪ از زنان بومی آمریکا و آلاسکا به فرزندانشان شیر می‌دهند. زنان سفیدپوست غیر اسپانیایی ۷۴٫۳ درصد شیردهی را شروع می‌کنند و زنان اسپانیایی ۸۰٫۴ درصد میزان شروع شیر را داشتند. به هر حال، یک مطالعه نشان داد که در یک محیط کم درآمد، زنان سیاه‌پوست غیربومی میزان شیردهی مشابه با زنان اسپانیایی دارند، که هر دو، از زنان سفیدپوست غیر اسپانیایی بالاتر بود. بعلاوه، زنان سیاه‌پوست بومی نسبت به زنان سفیدپوست، میزان شیردهی کمی بالاتر دارند.
وضعیت مهاجرت در ایالات متحده پیش‌بینی کننده تمایل به شیردهی است. به ویژه، پارادوکس اسپانیایی (پارادوکس بیانگر آنست که اسپانیایی‌های آمریکای لاتین، سبک زندگی سالم‌تر یا حتی در مجموع سطح سلامت بالاتری از ایالات متحده دارند) در میزان بالای شیردهی مشاهده شده در بین زنان اسپانیایی/لاتین در ایالات متحده نقش دارد. میزان شروع تغذیه با شیر مادر در بین این جمعیت برای مهاجران کم درآمد بیشتر است؛ در مقابل، زنان اسپانیایی که مدت طولانی در ایالات متحده بوده‌اند، کمتر از شیر مادر تغذیه می‌کنند. این اختلاف به سن، سطح درآمد یا سطح تحصیلات بستگی ندارد. بیشتر اسپانیایی‌های مجلل احتمالاً به همان دلایلی که زنان سفیدپوست بومی شیشه شیر را ترجیح می‌دهند، استناد دارند. در بسیاری از موارد، ارتباطی که زنان اسپانیایی نسبت به فرهنگ و ارزش‌های آن احساس می‌کنند می‌تواند به شدت بر تصمیم آن‌ها در مورد شیردهی تأثیر بگذارد.

### تأثیر اجتماعی اقتصادی
وضع اقتصادی اجتماعی مادران به احتمال زیاد تأثیر بیشتری در تمایل به شیردهی دارد، تا نژاد یا قومیت، چنان‌که بسیاری از زنان با میزان شیردهی پایین، سطح اجتماعی و اقتصادی پایینی دارند. در بین زنانی که در ایالات متحده متولد می‌شوند، زنانی که ثروتمندتر هستند، تمایل بیشتری به شیردهی دارند. علاوه بر این، اشتغال می‌تواند در تصمیم‌گیری در مورد شیردهی تأثیر بگذارد. مثلاً در صورت بیکاری والدین یا شغل با سطح پایینتر اجتماعی (مانند کارگری یا فروشندگی)، فرزندانشان احتمالاً هرگز از شیر مادر تغذیه نشده‌اند. علاوه بر این، زنانی که بیمه درمانی ندارند نیز، احتمالاً هرگز فرزندان خود را شیر نمی‌دهند، همانند زنانی که WIC دریافت می‌کنند.
مدت زمانی که صرف شیردهی می‌شود نیز می‌تواند یک محدودیت اقتصادی باشد. زمان مورد نیاز در هر هفته برای شیردهی به جای استفاده از بطری یا مواد جامد خوراکی تفاوت چشمگیری دارد، بویژه برای زنانی که در مراقبت از کودکشان حمایت نمی‌شوند یا کسانی که باید این زمان را صرف اشتغال کنند.

## برای مطالعهٔ بیشتر
- یونیسف / WHO. اعلامیه بی گناه در مورد حمایت ، ترویج و حمایت از شیردهی . پذیرفته شده در جلسه WHO / UNICEF با عنوان «تغذیه با شیر مادر در دهه ۱۹۹۰: یک ابتکار جهانی»، که در ۳۰ ژوئیه تا اول اوت ۱۹۹۰ در Spedale degli Innocenti، فلورانس، ایتالیا برگزار شد.